# Papiniano Carlos
Papiniano Manuel Carlos de Vasconcelos Rodrigues (Lourenço Marques, 9 de Novembro de 1918 - Pedrouços, Maia, 5 de Dezembro de 2012) foi um escritor português nascido em Moçambique e radicado no Porto desde a infância.
Escreveu várias obras literárias, geralmente de cariz poético, como A Ave Sobre a Cidade ou Sonhar a Terra Livre e Insubmissa, e também diversos livros infanto-juvenis, como A Menina Gotinha de Água ou Luisinho e as Andorinhas. É um dos nomes de topo do movimento neo-realista.

## Biografia
Nascido em Lourenço Marques (actual Maputo), aos 10 anos de idade foi viver com a mãe para o Porto, onde frequentou os estudos secundários no Liceu Alexandre Herculano e ingressou na universidade. Fez os preparatórios da Escola Militar no ano lectivo de 1936/1937 e frequentou os cursos de Engenharia Electrotécnica (1941/1942) e Engenharia Mecânica (1948/1949) na Faculdade de Engenharia da Universidade do Porto, e o de Ciências Geofísicas (nos anos lectivos de 1951/1952, 1955/1956 e 1956/1957) na Faculdade de Ciências da mesma universidade.
Publicou o primeiro livro em 1942, um volume de poesias intitulado Esboço. Quatro anos depois editou Estrada Nova – Caderno de Poemas, com capa de Júlio Pomar, uma obra bem acolhida pelo público, mas rapidamente apreendida pela PIDE devido à inspiração social e democrática do autor. Naquele ano foi também publicado Terra com sede, que marca a sua estreia na ficção e que reúne alguns dos mais belos contos do neo-realismo português, como Nana, Tocador de Harmónica.
No final dos anos 1940 do século XX, Papiniano Carlos fixou-se no Porto e juntou-se ao PCP, desenvolvendo intensa actividade clandestina contra o regime fascista de Salazar, usando o pseudónimo Garcia, em homenagem ao poeta andaluz Federico Garcia Lorca, fuzilado pelos franquistas em 1936. Foi preso três vezes pela PIDE. Na qualidade de membro do Conselho Português para a Paz e Cooperação, fez várias viagens ao estrangeiro e numa delas conheceu e tornou-se amigo do poeta Pablo Neruda, então embaixador do Chile em Paris.
A par da escrita e do activismo político dedicou-se também, afincadamente, à actividade cultural. A partir dos anos 1950, com Egito Gonçalves, Luís Veiga Leitão, António Rebordão Navarro e Daniel Filipe, dirigiu a revista Notícias de Bloqueio. De igual modo, colaborou nas revistas Seara Nova e Vértice, tendo sido responsável nesta última pelas secções de crítica e de poesia. Integrou os corpos dirigentes do Círculo de Cultura Teatral do Teatro Experimental do Porto.
Nos anos 1960, publicou A Menina Gotinha de Água, uma obra de literatura infantil que constitui um dos seus maiores êxitos editoriais e é considerada um título responsável pela renovação deste género literário, nomeadamente no que respeita à sua função na educação das crianças. Livro repetidamente reeditado ao longo dos anos, contou nas várias edições com ilustrações de João Câmara Leme, João Nunes e Joana Quental.
Entre outros livros, distribuídos pela poesia, pela dramaturgia e pela ficção, publicou: Mãe Terra (poemas, 1948); As Florestas e os Ventos – contos e poemas (1952); A rosa nocturna (crónicas, 1961); A ave sobre a cidade (poemas, 1973) e O rio na Treva (romance, 1975). Para a infância e juventude escreveu também Luisinho e as andorinhas (1977) e O grande lagarto da pedra azul (1989). Está representado nas Antologias Líricas Portuguesas, Antologia da Novíssima Poesia Portuguesa, Nueva Poesia Portuguesa, La Poésie Ibérique de Combat. Intelectual incansável, espera ainda reunir toda a sua obra poética num volume só.
Durante os anos 1980 lançou mais um livro infantil – A Viagem de Alexandra –, que conta a história da circulação do sangue através do corpo de uma menina, ilustrado por Manuela Bacelar e editado pela Porto Editora, reeditado em 2008 pela Arca das Letras, com novas ilustrações de Elsa Lé.
Alguns poemas da sua autoria foram musicados por Luís Cília, Fernando Lopes Graça e Carlos Mendes.
É um dos últimos representantes vivos da segunda geração neo-realista, um divulgador da poesia africana de expressão portuguesa, um grande humanista e militante cultural.
Em 2 de Março de 2009 foi-lhe atribuída, por votação unânime da vereação municipal, a Medalha de Mérito (grau ouro) da Cidade do Porto.
Papiniano Carlos faleceu em Pedrouços, na Maia, de causas naturais.

## Obras
- Esboço: poemas (1942);
- Estrada nova : caderno de poemas (1946);
- Terra com sede : contos (1946);
- Mãe terra (1949);
- As florestas e os ventos : contos e poemas (1952);
- Caminhemos serenos : poemas (1957);
- A rosa nocturna : crónicas (1960);
- A menina gotinha de água (1962);
- Terra com sede (1969);
- Recordando António Ramos de Almeida "companheiro da esperança" (1975);
- O cavalo das sete cores e o navio (1977);
- Luisinho e as andorinhas (1977);
- O grande lagarto da pedra azul (1986) - com ilustrações de Henrique Cayatte
- A viagem de Alexandra (1989) - com ilustrações de Manuela Bacelar
- Abel Salazar : a torrente (1989);
- A memória com passaporte : um tal perafita na "Casa del Campo" ( 1998);
- Canto fraternal : para a memória da derrota do fascismo na Europa em 8 de maio de 1945 (2005);
- Uma estrela viaja na cidade : poema dramático (2010);
- Memória breve de Ferreira de Castro (2011).